# Maiorerus randoi
Maiorerus randoi is een hooiwagen uit de familie Phalangodidae. Hij leeft enkel in de Cueva del Llano op Fuerteventura. Dit levend fossiel heeft zich goed aangepast aan de omstandigheden hier (absolute duisternis, hoge vochtigheidsgraad). Maiorerus randoi heeft geen ogen aangezien het in zijn leefgebied pikdonker is. De hooiwagen heeft een witgele kleur.  